# Солуків
Солу́ків — село Долинської громади Калуського району Івано-Франківської області України.

## Історія
У 1939 році в селі проживало 980 мешканців (915 українців, 5 поляків, 35 латинників, 15 євреїв і 10 німців та інших національностей).

## Населення

### Мова
Розподіл населення за рідною мовою за даними перепису 2001 року:
| Мова       | Кількість | Відсоток |
| ---------- | --------- | -------- |
| українська | 1072      | 99.35%   |
| російська  | 7         | 0.65%    |
| Усього     | 1079      | 100%     |

## Пам'ятка
На землях села існували заповідні урочища «Попанюкове» й «Попанюкове 2» — втрачені пам'ятка природи місцевого значення.

## Соціальна сфера
- Лікарська амбулаторія[3]
- Солуківський ліцей
- Солуківський заклад дошкільної освіти (ясла-садок) “Теремок”

## Відомі люди
- У селі похований загиблий на російському фронті боєць 58-ї окремої мотопіхотної бригади Михайло Креховецький (1971—2016)[4].
- У селі загинув 25.11.1948 Володимир Горбай — командир сотні УПА «Опришки».
- Мелетій Дуткевич - фотограф